# Richenza (Werl-Northeim)
Richenza (auch: Richeza, Richza) (* um 1025; † vor 1083 ?) war aufgrund ihrer ersten Ehe Gräfin von Werl und in zweiter Ehe Gräfin von Northeim sowie von 1061 bis 1070 Herzogin von Bayern.
Nach ihrem vermuteten Vater Herzog Otto II. von Schwaben wird sie auch Richenza von Schwaben genannt. Die These dieser Abstammung ist nach heutigem Forschungsstand kaum noch haltbar.

## Leben

### Herkunft
1933 stellte Kimpen die These auf, dass Richenza und Ida von Elsdorf Töchter des Ezzonen Otto, zunächst Pfalzgraf und dann Herzog von Schwaben, gewesen seien. Obwohl Kimpen seine Hypothese später selbst verwarf, wurde sie von den Kommilitonen Lange und Hucke in ihren Dissertationen über die Northeimer und Udonen übernommen. Während die umfangreichen genealogischen Überlegungen zu Ida von Elsdorf diese These nicht bestätigten, wurde die Abstammung ihrer angeblichen Schwester Richenza von Herzog Otto von Schwaben wenig in Frage gestellt. Im Gegenteil diente sie mehrfach als Begründung für den Aufstieg ihres zweiten Ehemanns Otto von Northeim zum Herzog von Bayern. Insbesondere Lewald wies 1979 bei ihrer Untersuchung über die Ezzonen darauf hin, dass Herzog Otto von Schwaben nicht von seiner Schwester beerbt worden sein könnte, wenn er Töchter gehabt hätte. Borchert kam 2005 aufgrund der im Elbe-Weser-Raum liegenden Erbgüter der Richenza zum Ergebnis, dass sie aus einer dortigen Familie stammen müsse. Da Richenza ihren Söhnen drei Haupthöfe entlang des linken Ufers der Unterelbe mit ca. 150 Hufen hinterließ, die im Gemengelage mit dem Erbgut des Billungers Wichmann II. liegen, dürfte sie eine Nachfahrin seines Bruders Ekberts des Einäugigen gewesen sein.

### Ehen und Kinder
Ihr erster Ehemann war Hermann III., Graf von Werl.
Tochter aus dieser Ehe:
- Oda von Werl (* 1050; † 13. Januar 1110) ⚭ Lothar Udo II., Graf von Stade († März/Mai 1082)

Ihr zweiter Ehemann war Graf Otto von Northeim, als Otto II. Herzog von Bayern († 1083). Aus dieser Ehe gingen sieben Kinder hervor:
- Heinrich, Markgraf von Friesland ⚭ Gertrud, Eltern der Kaiserin Richenza
- Kuno von Northeim, Graf von Beichlingen
- Siegfried III., Graf von Boyneburg
- Otto II., Graf von Northeim
- Ida ⚭ Thiemo, Graf von Brehna (Wettiner)
- Ethelinde ⚭ I Welf I., Herzog von Bayern, geschieden 1070, ⚭ II Hermann, 1105–1144 bezeugt, 1115 Graf von Calvelage
- Mathilde ⚭ Graf Konrad von Arnsberg-Werl, Eltern der Gepa von Itter (1078–1135), Gründerin des Augustiner-Chorfrauen-Stifts Aroldessen.

### Tod
Es ist kein gesichertes Zeugnis zum Tod der Richenza bekannt. Man vermutet, dass sie vor ihrem 1083 gestorbenen zweiten Ehemann Otto von Northeim verstarb. Bisher wurde aufgrund einer Eintragung in St. Blasien in Braunschweig der März als ihr Todesmonat vermutet. Borchert hat darauf hingewiesen, dass die dort genannte Rikce ducissa in das 14. Jahrhundert gehört, und ihrerseits aufgrund einer rätselhaften Notiz im Nekrolog des Klosters Harsefeld den 1. Mai als möglichen Todestag vorgeschlagen.
Bisher wurde angenommen, dass Richenza zusammen mit Otto von Northeim vor dem Altar des St. Nikolaus im Kloster Northeim begraben wurde. Da dort keine weibliche Leiche gefunden wurde, schlägt Borchert als neue Hypothese eine Beisetzung in der Nikolaikapelle im Stift und späteren Kloster Harsefeld – der Grablege der Udonen – vor, da Richenza in Harsefeld umfangreiches Erbgut besaß und ihre Tochter Oda mit dem dort amtierenden Grafen verheiratet war.